# Динамо-Дон
Регбийный клуб «Динамо-Дон» — команда по регби из Ростовской области. Был основан в 2008 году на базе регбийных клубов «Радуга» (Таганрог) и «Дон» (Ростов-на-Дону). Выступал в чемпионате России по регби.  Прекратил своё существование.

## История
Клуб основан в 2008 году на базе регбийных клубов «Радуга» (Таганрог) и «Дон» (Ростов-на-Дону). Домашние игры в чемпионате России 2008 года проводил в Таганроге.